# Béla Gabor Lenz
Béla Gabor Lenz (* 26. November 1997 in Duisburg) ist ein deutscher Schauspieler.

## Leben
Lenz stammt aus Viersen, wo er zeitweise auch aufwuchs. Mit zwölf Jahren ging er nach München, um dort ein Schauspielinternat zu besuchen. Dort erhielt er zweimal in der Woche neben den regulären Unterrichtseinheiten auch eine gesangliche und schauspielerische Ausbildung. Im Alter von 15 Jahren kam er nach Viersen zurück, um die Schule dort weiterzumachen. Er besuchte das Clara-Schumann-Gymnasium in Dülken.
Im November/Dezember 2007 übernahm er im Alter von neun Jahren bereits eine Rolle im Musical Vom Geist der Weihnacht nach der Geschichte von Charles Dickens im Duisburger Theater am Marientor, wo er gemeinsam mit Jasmin Wagner auf der Bühne stand.
Im Sommer 2013 stand er dann, im Alter von 15 Jahren, erstmals vor der Kamera. In dem Fernsehfilm Die Auserwählten (2014), der die Missbrauchsfälle Ende der 1970er Jahre an der Odenwaldschule durch den damaligen Schulleiter Simon Pistorius (Ulrich Tukur) und weitere Lehrkräfte thematisiert, spielte Lenz die Rolle des jungen Erik von der Burg, der ebenfalls Opfer sexueller Übergriffe wurde; die Rolle hatte er nach einem Casting erhalten.
Danach folgten weitere Kino- und Fernsehrollen. Im Berliner Karow/Rubin-Tatort: Wir – Ihr – Sie (Erstausstrahlung: Juni 2016) hatte er eine Nebenrolle als Ben Werner; er spielte den halbwüchsigen Sohn des weiblichen Mordopfers Katharina Werner. In dem Fernsehfilm Emma nach Mitternacht: Frau Hölle, der im Mai 2016 auf Das Erste erstausgestrahlt wurde, war er an der Seite von Katja Riemann und Corinna Harfouch zu sehen; er spielte den jungen traumatisierten Lennart, den Sohn eines der Unglücksopfer. In dem Spielfilm Die Körper der Astronauten (2017), der im Januar 2017 auch im Wettbewerb des Filmfestivals Max Ophüls Preis gezeigt wurde, verkörperte er die Hauptrolle Anton, den männlichen Part eines Zwillingspärchens, dessen größter Wunsch es ist, Astronaut zu werden.
Episodenrollen hatte er bisher in den Fernsehserien SOKO Köln (2015), SOKO Wismar (2016; als Emil Niedecken, der Bruder einer tatverdächtigen Fischerin), Der Lehrer (seit 2016; als Schüler Oleg) und SOKO Leipzig (2017).
Im Januar 2017 war er in dem Rosamunde-Pilcher-Fernsehfilm Wie von einem anderen Stern in einer Nebenrolle zu sehen; er spielte John Smith, den Bruder der weiblichen Hauptfigur Nathalie, der als Kleinkrimineller auffällig wurde und in einer Wohngruppe lebt. Im April 2017 war er in der Krimiserie Alles Klara in einer Episodenrolle zu sehen; er spielte den minderjährigen, tatverdächtigen Schlosserlehrling Timo Prengel. Im Dezember 2017 war Lenz in der ZDF-Serie SOKO Leipzig in einer Episodenhauptrolle zu sehen; er spielte den tatverdächtigen Moritz Kolp, einen vorbestraften jungen Mann, der in einem Box-Club ein Antigewalttraining absolvieren muss. Im März 2018 wurde eine Folge der ZDF-Serie Notruf Hafenkante ausgestrahlt, in der Lenz erneut eine Episodenhauptrolle hatte; er verkörperte den „rebellischen“ Jugendlichen Colin Föhr, der Rache nehmen will für das Unrecht, das seiner Schwester, die mehrere Monate im Koma lag, angetan wurde.
Weitere Episodenhauptrollen hatte er in SOKO München (März 2018, als minderjähriger, tatverdächtiger Ivo Wolf, der in Apotheken einbricht und Medikamententransporter „knackt“, weil er vom Freund seiner Schwester, die das Sorgerecht für ihn hat, erpresst wird) und In aller Freundschaft – Die jungen Ärzte (März 2018, als Andrew „Andy“ Williams, der deutsch-britische Kindsvater der Enkelin von Serienfigur Dr. Leyla Sherbaz, der nach einer Kletterpartie mit einem Oberschenkelbruch in die Klinik eingeliefert wird). Im 8. Teil der TV-Krimireihe Die Toten vom Bodensee, Der Stumpengang (2019), hatte Lenz eine der Hauptrollen als aggressiver, pubertierender Stiefsohn eines ermordeten Forstwirts. In der 8. Staffel der ZDF-Krimiserie Letzte Spur Berlin (2019) übernahm Lenz, an der Seite von Anton Rattinger, eine der Episodenhauptrollen als junger, obdachloser Künstler Max Beller. In der 20. Staffel der ZDF-Serie SOKO Leipzig (2020) spielte Lenz einen jugendlichen Straftäter, dessen Zwillingsschwester (Lola Dockhorn) sich prostituiert, um ihrem Bruder das Gefängnis zu ersparen.
In dem mittellangen Spielfilm Benzin (2019), einer Ko-Produktion mit der Hochschule für Fernsehen und Film München (HFF München), spielte Lenz die männliche Hauptrolle des Leon.
Außerdem war er in dem Musikvideo zu Panic Room von Au/Ra zu sehen. 
Lenz lebt seit 2019 in Berlin.

## Auszeichnungen und Nominierungen
First Steps 2019
- Nominierung für den Götz-George-Nachwuchspreis für Benzin[15]

## Filmografie
- 2014: Die Auserwählten (Fernsehfilm)
- 2015: SOKO Köln (Fernsehserie, Folge Bickendorfer Büdchen)
- 2016: Die Körper der Astronauten (Kurzfilm)
- 2016: Tatort: Wir – Ihr – Sie (Fernsehreihe)
- 2016: Emma nach Mitternacht – Frau Hölle (Fernsehfilm)
- 2016: SOKO Wismar (Fernsehserie, Folge Stille Wasser)
- 2016; 2017: Der Lehrer (Fernsehserie, zwei Folgen)
- 2017: Rosamunde Pilcher: Wie von einem anderen Stern (Fernsehreihe)
- 2017: Alles Klara (Fernsehserie, Folge Multiresistent)
- 2017–2020: Dark (Netflix-Serie, drei Folgen)
- 2017: SOKO Leipzig (Fernsehserie, Folge Einsam)
- 2017: 1000 Arten Regen zu beschreiben (Kinofilm)
- 2018: Notruf Hafenkante (Fernsehserie, Folge Dornröschen)
- 2018: SOKO München (Fernsehserie, Folge Die Verlorenen)
- 2018: In aller Freundschaft – Die jungen Ärzte (Fernsehserie, Folgen Unentbehrlich und Eine Frage des Vertrauens)
- 2018: Morden im Norden (Fernsehserie, Folge Kinderherz)
- 2018: Zu dir (Musikvideo)
- 2019: Die Toten vom Bodensee – Der Stumpengang (Fernsehreihe)
- 2019: Ein ganz normaler Tag (Fernsehfilm)
- 2019: Letzte Spur Berlin (Fernsehserie, Folge Vatergefühle)
- 2019: Wir sind die Welle (Netflix-Serie, sechs Folgen)
- 2020: SOKO Leipzig (Fernsehserie, Folge Geschwister)
- 2020: Albträumer
- 2021: Wild Republic (MagentaTV-Serie, 8 Folgen)
- 2022: Der Usedom-Krimi – Schneewittchen (Fernsehreihe)
- 2023: Legend of Wacken (Serie)
- 2023: Tatort: Kontrollverlust (Fernsehreihe)
- 2024: Hagen – Im Tal der Nibelungen

## Hörspiel
- 2018: Dorfdisco von Lisa Sommerfeldt, WDR[16]
- 2022: All your desires von Kristin Höller und Taiina Grünzig, WDR[17]
- 2022: Erdsee von Ursula K. Le Guin, Fantasy-Hörspiel-Podcast mit 12 Folgen, WDR[18]